# Šárka Pančochová
Šárka Pančochová (Uherské Hradiště, 1 de noviembre de 1990) es una deportista checa que compite en snowboard. Es públicamente lesbiana.
Ganó una medalla de plata en el Campeonato Mundial de Snowboard de 2011, en la prueba de slopestyle. Adicionalmente, consiguió una medalla de plata en los X Games de Invierno.
Participó en cuatro Juegos Olímpicos de Invierno, entre los años 2010 y 2022, ocupando el quinto lugar en Sochi 2014, en el slopestyle.

## Medallero internacional
| Campeonato Mundial | Campeonato Mundial | Campeonato Mundial | Campeonato Mundial |
| Año                | Lugar              | Medalla            | Prueba             |
| ------------------ | ------------------ | ------------------ | ------------------ |
| 2011               | La Molina (España) | Medalla de plata   | Slopestyle         |

| X Games de Invierno | X Games de Invierno    | X Games de Invierno | X Games de Invierno |
| Año                 | Lugar                  | Medalla             | Prueba              |
| ------------------- | ---------------------- | ------------------- | ------------------- |
| 2013                | Aspen (Estados Unidos) | Medalla de plata    | Slopestyle          |